# Maybelline
Maybelline è un'azienda statunitense di cosmetici fondata nel 1915 a New York e dal 1996 affiliata alla L'Oréal.
Modelle e attrici come Christy Turlington, Miranda Kerr, Adriana Lima e Sarah Michelle Gellar sono state testimonial della azienda.

## Storia
La Maybelline è stata fondata dal chimico diciannovenne Thomas Kyle Williams nel 1915 quando vide la sorella minore applicare una miscela di vaselina e polvere di carbone per rendere le proprie ciglia più nere e più folte, così adattando il suo laboratorio inizia a produrre il prodotto ed a venderlo localmente. Fu un successo e il prodotto fu chiamato Maybelline in onore della sorella che ha ispirato il prodotto (la sorella maggiore si chiamava Mabel e aggiungendo la parte finale di “vaseline” nacque il nome che sostituì l'iniziale Lash-Brow-Ine). Il primo mascara, chiamato "The Cake Mascara", fu messo in commercio nel 1917.Nel 1967 l'azienda è stata venduta alla Plough, Inc e l'intero impianto di produzione di cosmetici è stato spostato da Chicago a Memphis. Nel 1975 la fabbrica viene trasferita a Little Rock, Arkansas, mentre nel 1996 viene venduta a Wasserstein Perella e la fabbrica si trasferisce a New York. La Maybelline ottiene notorietà quando stelle della moda diventano testimonial del marchio e appaiono in spot televisivi e pubblicità stampata.

## Testimonial
Testimonial del passato:
- Miranda Kerr (2006)
- Sarah Michelle Gellar (2006-2009)
- Anna Wang (2009-2010)
- Lisalla Montenegro (2010-2012)[2]
- Sara Sampaio (2012-2013)
- Daniela de Jesus (2013-2014)[3]
- Jessica White (2008-2014)[4]
- Julia Stegner (2008-2014)
- Shu Pei (2010-2014)[5]
- Charlotte Free (2012-2014)
- Freja Beha Erichsen (2013-2014)
- Frida Gustavsson (2013-2014)[6]
- Erin Wasson (2002-2016)

testimonial attuali:
- Adriana Lima (2003-2009;2014-presente) [7]
- Christy Turlington (2006-presente)
- Emily DiDonato (2009-presente)
- Kemp Muhl (2009-presente)
- Marloes Horst (2014-presente)[8]
- Jourdan Dunn (2014-presente)[9]
- Gigi Hadid (2015-presente)[10]
- Cris Urena (2015-presente)
- Herieth Paul (2016-presente)
- Josephine Skriver (2018-presente)[11]